# Kanton Valserhône
Valserhône is een kanton van het Franse departement Ain in de arrondissementen Belley (1), Gex (2) en Nantua (12).

## Geschiedenis
Op 1 oktober 1801 werd het kanton Châtillon-de-Michaille gevormd. Op 7 augustus 1913 werd de Bellegarde de hoofdplaats van het kanton en werd de naam aangepast. Toen in 1956 de naam van Bellegarde werd veranderd naar Bellegarde-sur-Valserine werd opnieuw de naam van het kanton aangepast.
Op 22 maart 2015 werd en de Collonges en Seyssel opgeheven en werden de gemeenten Confort en Lancrans van het kanton Collonges en Chanay van het kanton Seyssel opgenomen in het kanton Bellegarde-sur-Valserin. Hierdoor nam het aantal gemeenten in het kanton toe van 12 naar 15.
Op 1 januari 2019 fuseerden de gemeenten Lhôpital en Surjoux tot de commune nouvelle Surjoux-Lhopital en Bellegarde-sur-Valserine, Châtillon-en-Michaille en Lancrans tot de commune nouvelle Valserhône. Hierdoor nam het aantal gemeenten in het kanton weer af van 15 naar 12. Op 5 maart 2020 werd de naam van het kanton aangepast van Bellegarde-sur-Valserine naar Valserhône.

## Gemeenten
Het kanton Bellegarde-sur-Valserine omvat de volgende gemeenten:
- Billiat
- Champfromier
- Chanay
- Confort
- Giron
- Injoux-Génissiat
- Montanges
- Plagne
- Saint-Germain-de-Joux
- Surjoux-Lhopital
- Valserhône (hoofdplaats)
- Villes